# Kloster Himmelgarten
Das Kloster Himmelgarten (Hortus Coeli) war eines der drei Zisterzienserinnenklöster in Alzey in Rheinhessen.

## Geschichte
Der Zeitpunkt der Klostergründung und der oder die Stifter sind unbekannt. Die erste Urkundliche Erwähnung erfolgte 1281. Das Kloster war der Gottesmutter Maria, den Elftausend Jungfrauen und dem heiligen Johannes den Täufer geweiht.
Zahlreiche Angehörige den Konvents stammten aus den regionalen adligen Familien, die große Zuwendungen an das Kloster vornahmen. Aufgrund seiner Lage gehörte das Kloster wahrscheinlich zur Filiation des Klosters Eberbach, in den vor dem späten 15. Jahrhundert sehr lückenhaft erhaltenen Visitationsprotokollen ist es jedoch nicht erwähnt.
Bereits im 15. Jahrhundert hatte sich die Anzahl der Konventsmitglieder stark vermindert. Die Pfalzgrafen bemühten sich um eine Auflösung des Klosters. Mit Billigung durch Papst Sixtus IV. löste Pfalzgraf Philipp der Aufrichtige 1479 das Kloster auf. Die Klostergüter wurden dem neugegründeten Stift St. Nikolaus in Alzey übergeben. Die verbliebenen drei bis vier Zisterzienserinnen siedelten wahrscheinlich in das Kloster Sankt Johannes des Ordens in Alzey über.
Von den Gebäuden des Klosters an der heutigen Friedrichstraße sind keine Überreste mehr erhalten.